# Garriga
La garriga es un tipo de ecorregión compuesta por formaciones vegetales  que surgen en los biomas de los bosques mediterráneos. 

Estas formaciones son el resultado de la degradación del chaparral y otras comunidades vegetales como bosques de quercineas provocadas por la acción del hombre: el sobrepastoreo y el fuego.
Es un hábitat degradado que en ocasiones sustituye a los encinares y otros robledales quemados o talados.
El nombre deriva de la palabra francesa tomada del occitano garric, que en la lengua de Oc designa a una de las especies vegetales más comunes: Quercus coccifera, llamado Chêne des garrigues (roble de garriga) en francés. La garriga cubre los sustratos calizos y puede también colonizar afloramientos rocosos.
El término chaparral proviene de chaparro: mata de roble enano de muchas ramas y poca altura, que a su vez viene del vasco txaparro, con el mismo significado. 
En España existe una comarca en la provincia catalana de Lérida denominada Las Garrigas, cuyo nombre hace referencia a esta formación.

## Descripción
La garriga designa formaciones mediterráneas con una cubierta importante de matorrales altos y bajos, más o menos difícil de penetrar, y caracterizados por la presencia de arbustos de escasa altura, y plantas adaptadas a la sequía. La cobertura puede ser densa, y cerrada o abierta, con manchas de terreno desnudo, propia de suelos calizos. Esta formación es el resultado de la degradación o regresión de formaciones más complejas como el chaparral o los bosques de Quercus, debido a la actividad del hombre durante miles de años: ganado, (vacas, cabras y ovejas, por ejemplo), acción antrópica directa y fuego, actuando desde hace más de 5.000 años por la ocupación humana y el uso del medio natural en un entorno frágil a consecuencia de las sequías estivales, la violencia de las precipitaciones de la estación fría y las acusadas pendientes de las cadenas montañosas.
Esta formación vegetal con especies de montaña, de clima mediterráneo o semiárido, constituye una de las etapas pioneras de recuperación del paisaje forestal a consecuencia de la tala, el sobrepastoreo y los incendios demasiado frecuentes. Pero también es una formación llamada secundaria, pues es resultado de la degradación de una vegetación variada donde hay mucho chaparro (quercus coccifera), que forma comunidades monoespecíficas o integrado a comunidades con robles, matorral de garriga costera o roderas como alcornocales Quercus suber,  robledales Quercus faginea, Quercus pubescens, encinares Quercus ilex y pinares (Pinus halepensis, Pinus pinaster, etc.)
 
Junto a la coscoja proliferan en las garrigas especies leñosas espino negro, mirto, palmito, sabina, enebro, lentisco, acebuche, etc. y de talla pequeña, como la jara, el espliego, el romero o el brezo, mezcladas con arbustos y plantas herbáceas, y especies bulbosas de varias familias, como las orquídeas, los tulipanes, las cebollas...
La vegetación natural estaba formada por comunidades vegetales capaces de soportar las condiciones climatológicas mediterráneas y las diferentes litologías, tales como la presencia de litosuelos, calcita, yesos y sal, además de comunidades esteparias y de transición en las zonas más áridas.
Dependiendo de la degradación de las comunidades, se puede notar la falta de especies muy características y terrenos desertizados y degradados, que necesitarían la reforestación y reintroducción de especies desaparecidas que se han extinguido localmente, para cambiar su fisonomía.
En España se localiza en el contorno de la región mediterránea. En el valle del Ebro, las Baleares, en las islas de Mallorca e Ibiza, y en la Península por casi toda la zona mediterránea, especialmente en el centro y mitades meridional y oriental, faltando casi siempre en las regiones elevadas y continentales, a excepción de las zonas semiáridas del interior del valle del Ebro.